# 金光氏

丸に九枚笹※菅野金光家はこちらを用いている。また清右衛門家でも通常は十五本骨檜扇に平四つ目を用いている。

金光氏（かなみつし）は、備前国でかつての旭川河口に近い東岸の御野・上道付近を本拠地としたと思われる土着の国人領主である。家紋は「丸に二つ引」紋及び「丸に九枚笹」紋が知られているが、他に「丸に梅鉢」「丸に五三桐」「丸に右三つ巴」紋などもある。

## 概要
出自について詳しい資料に乏しく確実ではないが、戦国期に入ってから大永年間には金光備前が松田氏に属して次第に勢力を伸ばし、旭川西岸の石山にかつて上神氏が築いた石山城（岡山城）を居城とした。備前は妻である松田元運の姉との間に実子が無かったので能勢頼吉の弟である与次郎宗高を養子に貰い後を継がせた。
金光宗高も養父に倣い松田氏に属していたが、永禄7年（1564年）頃に、松田氏と宇喜多氏が和睦し、浦上氏に付き従い備中国へ出陣する動きを見せると、それを察知した三村氏は金光氏の城に攻め寄せた。その折、金光氏は兵が少なく防戦できない状態であるため心ならずも三村氏に降参しその指揮下に入った。永禄10年（1567年）の明善寺合戦で三村氏が敗れると宇喜多氏の居城である沼城へ出仕し宇喜多氏の指揮下に入った。
元亀元年（1570年）かねてから備前国を領有し、岡山の地に城下町を建設したい野望を抱いていた宇喜多直家に毛利氏と内通していると言い掛かりを付けられ弁明をするも許されず、死後子供に所領を与えることを条件に城を明け渡すと一筆し切腹した。子の金光文右衛門と文右衛門の弟とされる金光太郎右衛門は城を明け渡し宇喜多氏に仕えた。
文右衛門は天正8年（1580年）備中国冠山城攻めの時、勇猛で知られた毛利方の武将湯浅新蔵を討ち取る勲功を挙げ、宇喜多秀家の代に知行900石・本丸御番衆になっている。また太郎右衛門も知行400石になっている。慶長5年（1600年）の関ヶ原の戦いで宇喜多氏が敗北すると、文右衛門と太郎右衛門・安兵衛父子は御野郡古松村（岡山市東・西古松）に隠棲した。
池田光政が藩主をしていた寛文2年（1662年）頃に太郎右衛門の孫である与次郎宗吉と弟の清右衛門の家系は池田氏（岡山藩）に仕官し、微禄で代々仕えた。
幕末には、与次郎宗吉系では金光敬蔵（台所奉行に取立）、清右衛門系では金光等平（郡奉行に取立）などの人物を輩出している。
松田氏の重臣（国人衆）に金光朝勝・金光秀盛・金光安芸守、長船貞親の近臣に金光宗廻などが居るが金光備前と血縁関係が有るのか無いのか不明である。

## 系譜
金光宗高以前
```
源満仲
　（
清和源氏
）
┃

源頼光
　（
摂津源氏
）
┃
（略）
┃

多田頼盛
　（
多田源氏
）
┃

能瀬高頼
？
┃
（略）
┃

多田頼貞

┃

能勢頼仲
　（
能勢氏
）
┃
（略）　　　　　　　
金光備前

┣━━━━━━━━┓　∥

能勢頼吉
　　　　　
金光宗高

                    　┣━━━━━━━━┓
               　
文右衛門
　　　　　
太郎右衛門
```

（注意）
『尊卑分脈』や『備前軍記』を元にしている。
「金光宗高系」与次郎宗吉家（与次郎家）・清右衛門家略系図
```
金光宗高

┃

太郎右衛門

┃

安兵衛

┣━━━━━━━━┓
1
与次郎宗吉
　　1
清右衛門

┃　　　　　　　　┃
┃　　　　　　　2
市左衛門

┃　　　　　　　　∥
┃　　　　　　　3
藤之丞

(八代略)　　　　　┣━━━━━━━━┓
┃　　　　　　　4
市左衛門 (清之進)
　5
幸介
（市左衛門 (清之進)の養子として相続）
┃　　　　　　　　　　　　　　　　　┣━━━━━━┓
┃　　　　　　　　　　　　　　　　
増左衛門
(廃嫡) 6
清左衛門

┣・・・・┓　　　　　　　　　　　　　┏━━━━━┫　
10
敬蔵
　
岩吉
（菅野金光家）　 　
統太郎
（夭折）　7
等平

┃　　　　┃　岡山藩士、
勘定方
直勤
11
正男
　
粂吉
```

（注意）
1. これは、現時点での研究結果であり、敬蔵と岩吉の関係は現在調査・研究中である。岩吉の家系の方の話では今は系図が紛失しているので不確実だが粂吉の代まで吉の文字を片偉にしていたそうなので血縁はあると推測される。
2. ∥は養子。
3. 左端から長幼の順番を見るようにしている。

## 金光姓人物一覧
血縁の有無に関わらず、宇喜多氏家臣として分限帳（『宇喜多分限帳』）に記載されていた金光姓の人物を列挙する。（「續群書類從本」版も存在するが、ここでは、「吉備拾遺本」版に基づいて記載）
- 金光助作（かなみつ すけさく） - 戸川肥後守の与力。元は、知行160石であったが、慶長2年（1597年）200石加増となり知行360石となる。その後の足跡は不明。
- 金光六郎右衛門尉（かなみつ ろくろうえもんのじょう） - 戸川肥後守の与力。知行30石。その後の足跡は不明。
- 金光彌介（かなみつ やすけ） - 長船吉兵衛尉の与力。元は、知行100石であったが、文禄5年（1596年）60石加増となり知行160石となる。その後の足跡は不明。
- 金光久右衛門尉（かなみつ きゅうえもんのじょう） - 長船吉兵衛尉の与力。知行40石。その後の足跡は不明。
- 金光源左衛門尉（かなみつ げんざえもんのじょう） - 長船吉兵衛尉の与力。知行30石。その後の足跡は不明。
- 金光彌三（かなみつ やぞう） - 長船吉兵衛尉の与力。知行30石。その後の足跡は不明。
- 金光兵作（かなみつ へいさく（ひょうさく）） - 長船吉兵衛尉の与力。知行30石。その後の足跡は不明。
- 金光傳右衛門尉（かなみつ でんえもんのじょう） - 浮田左京亮の与力。知行50石。その後の足跡は不明。
- 金光次郎右衛門尉（かなみつ じろうえもんのじょう） - 浮田左京亮の与力。知行50石。その後の足跡は不明。
- 金光郷介（かなみつ ごうすけ）- 岡越前守の与力。知行30石。その後の足跡は不明。
- 金光與八郎（かなみつ よはちろう）- 岡越前守の与力。知行30石。その後の足跡は不明。
- 金光宗兵衛尉（かなみつ そうべえのじょう）- 浮田菅兵衛尉の与力。知行30石。その後の足跡は不明。
- 金光作内（かなみつ さない）- 明石久兵衛尉（明石全登の親類）の与力。知行30石。その後の足跡は不明。
- 金光源助（かなみつ げんすけ）- 明石久兵衛尉（明石全登の親類）の与力。知行20石。その後の足跡は不明。
- 金光與三右衛門（かなみつ よざえもん）- 御台所衆。知行30石。その後の足跡は不明。
- 金光文左衛門（かなみつ ぶんざえもん）- 生没年不詳。元は、知行100石であったが、文禄5年（1596年）100石加増[4]。さらに、慶長3年（1598年）300石加増となり知行500石となる[4]。その後の足跡は不明。金光文右衛門の子か否かあるいは金光氏の縁者かどうかも不明。

## 八軒屋金光家と与次郎宗吉家（与次郎家）・清右衛門家との関連性について
児島郡八軒屋村（岡山県倉敷市八軒屋）に金光傳右衛門一族の墓がある。金光清右衛門が岡山藩に提出した奉公書（『池田家文庫』）に金光安兵衛は関ヶ原の戦いの後、御野郡古松村（岡山県岡山市東・西古松）に隠棲の後、児島郡にて病死と記載があるため、安兵衛の子もしくは弟など一族（血縁関係）の子孫の可能性があるが、真相は明らかにされておらず研究の進展が待たれる。